# Riachão (ort)
Riachão är en ort i Brasilien.   Den ligger i kommunen Riachão och delstaten Maranhão, i den centrala delen av landet, 900 km norr om huvudstaden Brasília. Riachão ligger 385 meter över havet och antalet invånare är 12 427.
Terrängen runt Riachão är platt, och sluttar söderut. Runt Riachão är det mycket glesbefolkat, med 3 invånare per kvadratkilometer..
Omgivningarna runt Riachão är huvudsakligen savann.